# Carcharhinus macloti
El tiburón trompudo (Carcharhinus macloti) es una especie de elasmobranquio carcarriniforme de la familia Carcharhinidae .

## Morfología
Los machos pueden alcanzar los 110 cm de longitud total.

## Distribución geográfica
Se encuentra en Kenia, Tanzania, Pakistán, India, Sri Lanka, Mar de Andamán, Birmania, Vietnam, China, Taiwán, Hong Kong, Filipinas, Nueva  Guinea y el Mar de Arafura.